# مراسم تابوت
تابوئیک یا تابوت یکی از اصلی‌ترین مراسم سنتی مربوط در ماه محرم در اندونزی است.

## شهرهای شرکت‌کننده

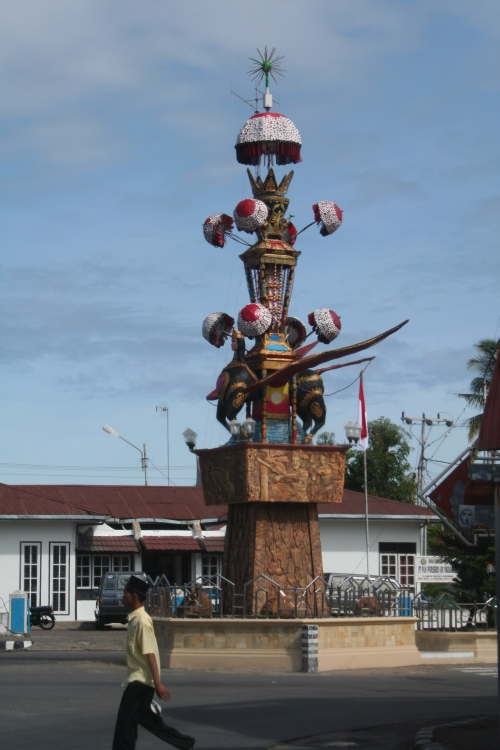
یادبود مراسم تابوت در پارینامان

در مناطقی چون پاری‌مان در غرب سوماترا، بنگکولو وپی‌دی در آچه، گرسیک و بانیوانگی و چند نقطهٔ دیگر در جزیرهٔ جاوه، مراسم مختلفی در طول ماه محرم وجود دارد. در جزیرهٔ سوماترا به عزای حسینی ذکر «تابوت» گفته می‌شود و محرم در جزیرهٔ جاوه ماه «سورآ» (عاشورا) و در منطقهٔ آچه در سوماترا «ماه حسن و حسین» و در غرب سوماترا مردم پادانگ در منطقهٔ ۶ سیانگ کابائو آن را ماه «تابوئیک» (تابوت) می‌نامند.
ذکر شهادت و خاطرهٔ حسین بن علی در این مناطق همراه با برپایی مراسمی در قالب نمادهایی چون «تابوت»، پختن اقسام غذا و غیر آن‌هاست. در دههٔ اول محرم مردم شهرهای مختلف جاوه و سوماترا غذای مخصوصی آماده می‌کنند که در جاوه بوبورسوآ نامیده می‌شود. این غذای مخصوص که شبیه آش ایرانی است، شامل نخود و برخی غلات همانند گندم، جو، ذرت و شیر است که با برخی ادویه‌ها تزئین می‌شود. این غذا را در روز عاشورا بین مردم فقیر، همسایگان و دوستان و اعضای خانواده به نام و یاد حسن بن علی که به گمان این‌که وی نیز در روز عاشورا در کربلا کشته شده‌است، توزیع می‌کنند. در آچه این غذا کانجی عاشورا، یعنی غذای عاشورا خوانده می‌شود، و آن را از گندم، شیر، شکر، حبوبات و برخی از میوه‌ها مانند انبه، انار و موز تهیه می‌کنند. این غذا را نیز پس از تهیه، به مساجد یا مراکز دینی و فرهنگی روستا یا شهر برده و بین مردم توزیع می‌کنند.
در جاوه در روز عاشورا «شوروا» می‌پزند و به یاد حسن بن علی و حسین بن علی آن را به دو رنگ سرخ و سفید تهیه می‌کنند، آنگاه فرزندان کوچک و اطفال را جمع کرده تا یتیمی و غم اهل بیت در روز عاشورا را تصویر کرده باشند.
در میان مردم آچه این اعتقاد وجود دارد که انجام اموری همانند ازدواج، کارهای مهم تجاری، کاشت یا درو محصول موجب هتک حرمت ماه محرم می‌شود و هر کس که در این ایام به این امور اشتغال ورزد به رویدادهای ناگواری دچار خواهد گردید.
در پی‌دی در استان آچه مردم محلی به همراه مهاجرین هندی تابوتی چوبی را که با کاغذهای رنگارنگ تزئین شده و بر روی آن نقاشی قبر حسین بن علی تصویر شده‌است بر دوش می‌کشند و این تابوت را تمام روز به حرکت درآورده و در شهر گردش می‌دهند و در عصر عاشورا آن را به دریا می‌اندازند.
در مناطقی چون بنگلولو و پاری‌مان در اندونزی نیز مراسم تابوت اهمیت خاصی دارد؛ مردم این مناطق این مراسم را از سربازان و مهاجرین جنوب هند اخذ کرده‌اند. در پاری‌مان تابوت از چوب بامبو، خیزران، پارچه، کاغذهای رنگی و ورقه‌های نقره ساخته می‌شود. در مجموع ساخت یک تابوت حدود ۳ میلیون روپیه (برابر با ۱۵۰۰ دلار آمریکا) هزینه دربر دارد. این هزینه از طریق جمع کردن هدایای مردمی تأمین می‌گردد.

## طریقهٔ اجرا
اوج مراسم محرم در پاری‌مان در روز عاشوراست که در ناحیهٔ مرکزی و بازار شهر اجرا می‌شود. شروع این مراسم در این منطقه در اول ماه محرم، از طریق گرفتن مقداری گل از رودخانه در نیمه‌شب شروع می‌شود. این گل در ظرفی که با یک پارچهٔ سفید پوشیده شده‌است در تابوت که با کفن پیچیده شده و تقریباً ۹ متر مربع طول دارد، قرار می‌گیرد. این تابوت که سمبل قبر حسین بن علی است به نماد تقدس، شجاعت و شهادت وی با پارچه‌ای سفید پوشیده می‌شود. در پنجمین روز از ماه محرم ساقهٔ درخت موز از باغی بریده می‌شود، این ساقه را باید تنها با یک ضربهٔ شمشیری تیز برید و آن نشانه‌ای از شجاعت قاسم بن حسن در واقعهٔ کربلاست. در هفتمین روز محرم، در ساعت ۱۲ بعد از ظهر نمادی از دست حسین بن علی که در یک گلدان قرار داده شده در خیابان‌ها گردانده می‌شود و مردم به یاد واقعهٔ کربلا به گریه و زاری می‌پردازند. در صبح نهم محرم عمامه‌ای سفید که «توران» خوانده می‌شود به نشانهٔ عمامهٔ حسین بن علی  تهیه شده و در طی این مراسم خاطراتی از فداکاری‌های حسین ذکر می‌شود.
در روز دهم محرم مراسم تابوت به اوج خود می‌رسد؛ مردم از نواحی مختلف مینانگکابائو به پاری‌مان رفته، در طی این روز تابوت، عمامه و دست حسین بن علی در یک حرکت دسته‌جمعی توسط جمعیت حاضر در خیابان‌ها گردانده می‌شود، این حرکت دسته‌جمعی از ناحیهٔ بازار و ناحیهٔ شهرک جوا آغاز می‌گردد. شرکت‌کنندگان در این مراسم به دو گروه تقسیم می‌شوند و خیابان‌های مختلف را طی می‌کنند. در غروب آن روز گروه‌های عزادار به صورت دسته‌های منظم به کنار ساحل پاری‌مان می‌روند تا پایان مراسم تابوت، یعنی انداختن تابوت به دریا را شاهد باشند. انداختن تابوت در دریا نشانهٔ پایان مراسم و مرگ ذوالجناح، که به او براق می‌گویند، در آسمان است و معتقدند که به ملاقات صاحبش حسین بن علی و به بهشت می‌رسد. با انداختن تابوت به دریا برخی از مواد با ارزش آن از جمله پارچه‌های تزئینی را از آب جمع می‌کنند تا در مراسم سال آینده از آن استفاده کنند. تابوت به‌آهستگی در آب فرو می‌رود و در امواج دریا ناپدید می‌گردد. مردم نیز با تاریکی هوا با فریادهای «یا حسین» به خانه‌های خود بازمی‌گردند.

## منشأ

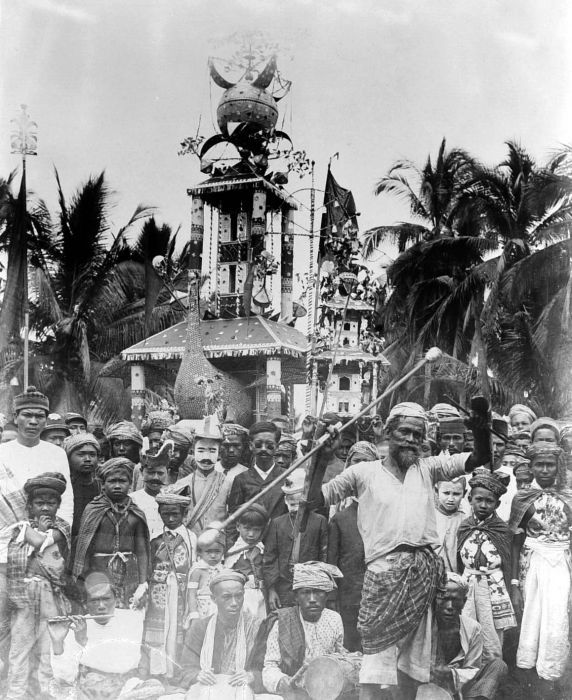
مراسم تابوت 1910

این مراسم که محصول اختلاط فرهنگی سنت‌های بومی، هندی و ایرانی است در طول سال‌های حضور سربازان شیعی هندی، یعنی ۱۸۱۱ تا ۱۸۱۴ که از جنوب هند توسط قوای انگلیسی به این منطقه آورده شدند، رواج یافت.
آثار فرهنگی این سنت مذهبی مربوط به شیعیان هند، امروزه در جزایر کارائیب نیز مشاهده می‌شود. مردم ناحیه اوتارپرادش هند که تحت حکومت یک سلسلهٔ شیعهٔ ایرانی اداره می‌شد، مراسم محرم را همراه با سنتهای محلی خویش بر پا می‌داشتند، اما در حقیقت با مهاجرت کارگران هندی، طی سال‌های ۱۸۴۵ تا ۱۹۱۷ به این جزائر، مراسم محرم در بین ساکنین آن منطقه رواج یافت و امروزه حتی غیرمسلمانان نیز هر ساله در ایام ماه محرم مراسمی به نام حسی (حسین) را — که عمده‌ترین آن مراسم تابوت است — بر پا می‌دارند.

## اهمیت
مراسم محرم در میان مردم این مناطق اهمیت ویژه‌ای دارد، هرچند که این مراسم به مرور زمان از ماهیت اصلی مذهبی خود عدول کرده و بیشتر به شکل سنت‌های محلی و مراسم عادی برای جلب توریست درآمده‌است، ولی اعتقاد مردم به شرکت در چنین مراسمی باقی مانده‌است. گفته می‌شود در مینانگکابائو اگر شوهری زنش را از رفتن به مراسم تابوت به ویژه در روز دهم محرم بازدارد، آن زن سخت ناراحت شده و ممکن است درخواست طلاق کند. نوجوانان و جوانان نیز در طی مراسم تابوت شریک زندگی و همسران آیندهٔ خود را نشان می‌کنند. گذشته از این اعتقادات جنبی و سنت‌های تحریف شده از مراسم عاشورا، اهتمام مردم مسلمان اندونزی به بزرگداشت دههٔ محرم یادگاری از نفوذ تاریخی فرهنگ شیعی و ایرانی در نهاد این مردم است.

## گالری

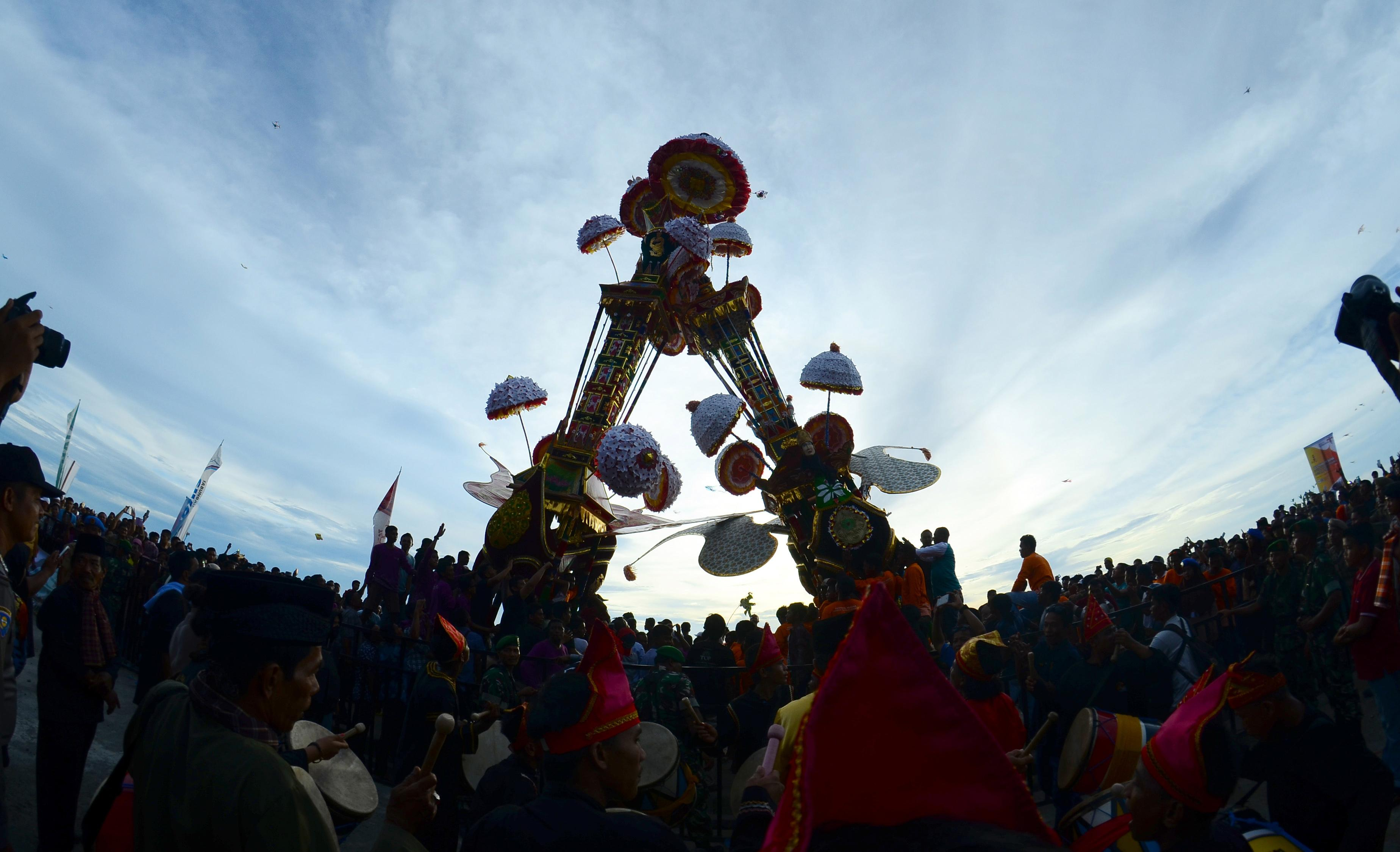
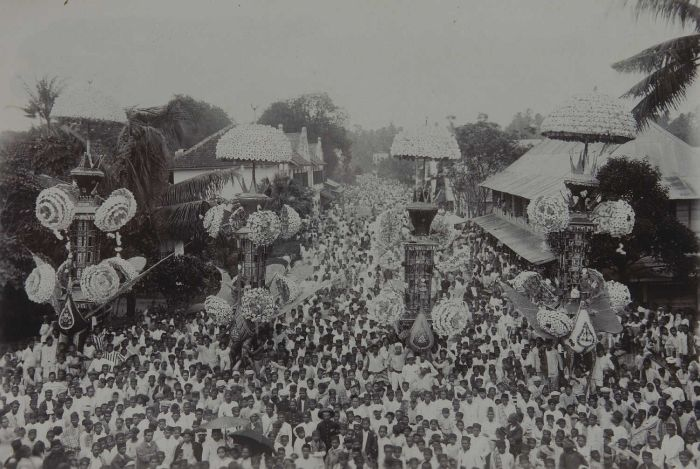
مراسم تابوت بین 1915 تا 1935
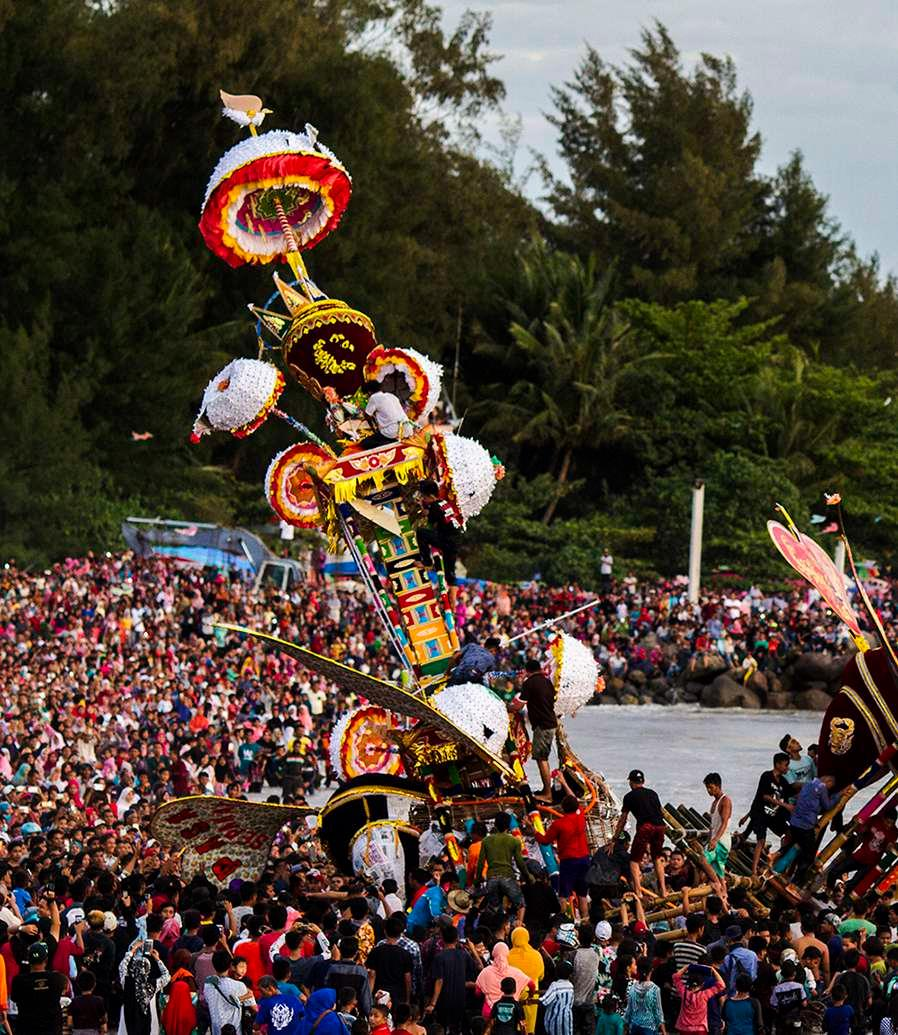
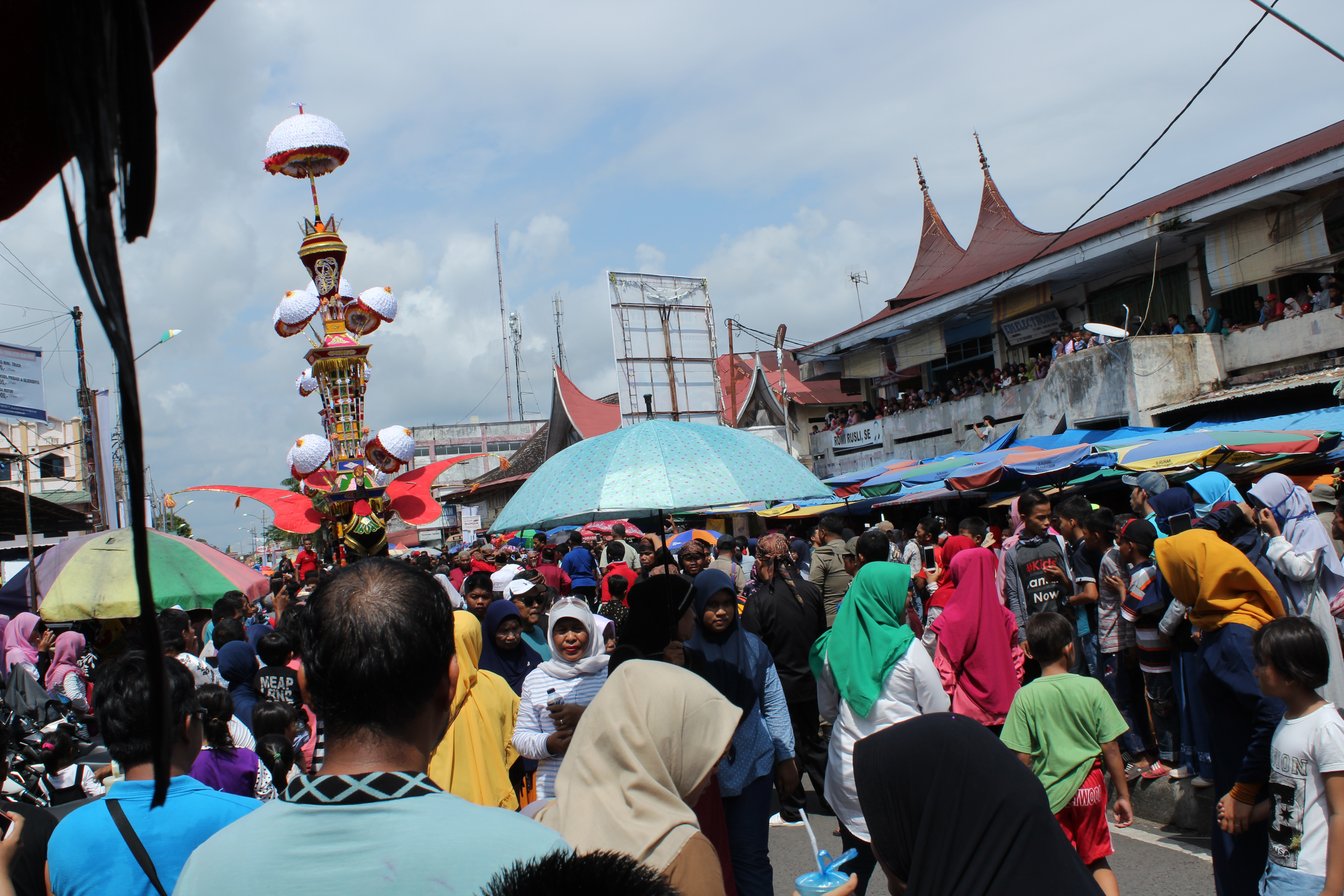
مراسم تابوت 2018